# کریستین واگنر
کریستین واگنر (انگلیسی: Christian Wagner) یک تدوین‌گر اهل ایالات متحده آمریکا است.

## گزیدهٔ آثار
- ۱۳ ساعت: سربازان مخفی بنغازی (۲۰۱۶)
- خشن ۷ (۲۰۱۵)
- سریع و خشمگین ۶ (۲۰۱۳)
- یادآوری کامل (۲۰۱۲)
- تند و بی‌امان ۵ (۲۰۱۱)
- نبرد در لس‌آنجلس (۲۰۱۱)
- سریع و خشمگین ۴ (۲۰۰۹)
- آینده (۲۰۰۷)
- دومینو[۱] (۲۰۰۵)
- جزیره (۲۰۰۵)
- وحشت در آمیتی‌ویل (۲۰۰۵)
- مردی در آتش (۲۰۰۴)
- روزی دیگر بمیر (۲۰۰۲)
- جاسوس‌بازی (۲۰۰۱)
- مأموریت غیرممکن ۲ (۲۰۰۰)
- مذاکره‌کننده (۱۹۹۸)
- تغییر چهره (۱۹۹۷)
- فن (۱۹۹۶)
- پسران بد (۱۹۹۵)